# 布赖滕巴克-上莱茵

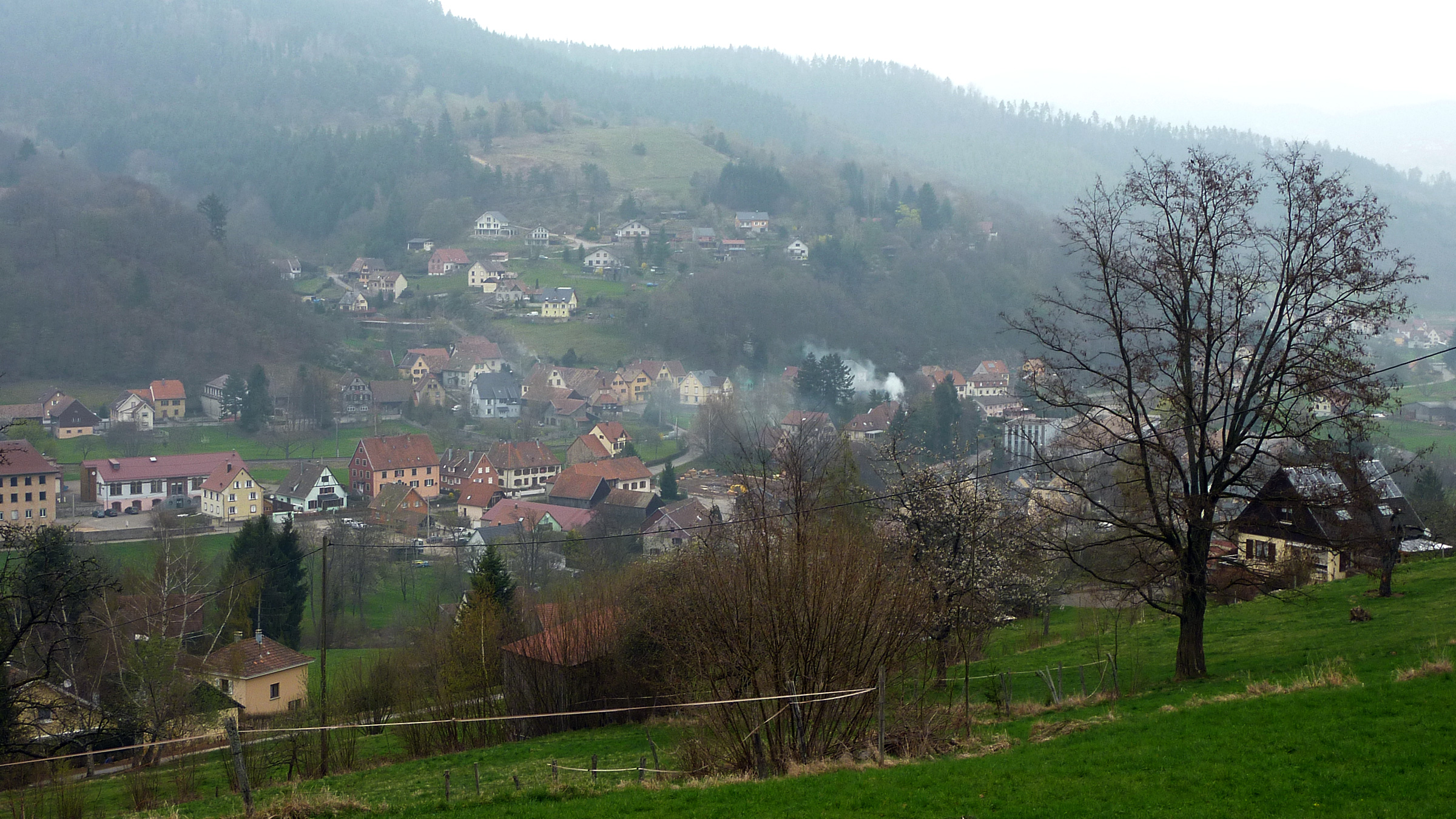
布赖滕巴克-上莱茵

布赖滕巴克-上莱茵（法語：Breitenbach-Haut-Rhin，发音：[bʁaitənbak.o.ʁɛ̃] 或 [bʁaitənbax.o.ʁɛ̃]；阿尔萨斯语：Braiteba）是法国上莱茵省的一个市镇，属于科尔马-里博维莱区（Colmar-Ribeauvillé）和温策奈姆县（Wintzenheim）。该市镇总面积9.27平方公里，2009年时的人口为853人。

## 人口
布赖滕巴克-上莱茵人口变化图示